# 鹏星船务
深圳市鹏星船务有限公司（簡稱鵬星船務）是一家經營往來深圳市至珠三角沿岸地區航線的高速客輪公司，由深圳市人民政府及佳兆業集團轄下的深圳市航運集團全資持有並營運，早於1981年成立。

## 歷史及背景
1981年，鵬星船務正式成立並營運蛇口至港澳客輪碼頭及中山港航線，並於翌年12月1日正式在當局註冊，成為第一家經營深港海上航線的公司。
2009年，鵬星開辦由蛇口客運碼頭至澳門航線，並於翌年增設福永碼頭至澳門，以及香港海天客運碼頭航線；同時，亦開始與招商迅隆船務合營旗下港澳航線。
2016年10月31日，蛇口郵輪中心啟用，鵬星所有使用原蛇口客運碼頭航線改以該碼頭始發終到，亦總辦事處亦遷入新碼頭。
2017年，鵬星與廣東江華航運及珠海藍色海上幹線合作，開設蛇口郵輪中心至外伶仃島航線。

## 主要股東
- 深圳市航運集團（95%直接持有，另外5%由轄下深圳市深粵航運有限公司代持）
  - 佳兆業集團轄下深圳市鸿利金融投资控股有限公司（70%）
  - 深圳市人民政府轄下深圳市投资控股有限公司（30%）[3]

## 現役船隊

### AMD200
AMD170，款式為雙體船，28米長，總重248噸，定員235人，裝有兩具各840千瓦功率的 Deutz MWM TBD 604B V8型柴油機驅動螺旋槳提供動力，航速28節。此款船隻僅有一艘，不行走往澳門氹仔客運碼頭航線。
香港英輝造船廠製造的雙體船：
| 船名          | 圖片 | 建造年份  | 定員  | 備註 | 航速 （準確至個位數） | 船身號碼    |
| 金星 Jin Xing |      | 1993年6月 | 235人 |      | 28節                  | Hull No.138 |

### AMD170
AMD170，款式為雙體船，24米長，總重182噸，定員150人，裝有兩具各1020千瓦功率的Issotta Fraschini ID 36SS12型柴油機驅動螺旋槳提供動力，航速29節。此款船隻僅有一艘，不行走往澳門氹仔客運碼頭航線。
香港英輝造船廠製造的雙體船：
| 船名           | 圖片 | 建造年份 | 定員  | 備註         | 航速 （準確至個位數） | 船身號碼 |
| 鵬星 Peng Xing |      | 1994年   | 150人 | 原名「悟洲」 | 29節                  | 不明     |

### 財利26m雙體船
財利26m雙體船，款式為雙體船，26米長，定員199人，航速28節。此款船隻共有兩艘。
顯利（珠海）造船有限公司（香港財利船廠子公司）製造的雙體船：
| 船名           | 圖片 | 建造年份   | 定員  | 備註 | 航速 （準確至個位數） | 船身號碼    |
| 恆星 Heng Xing |      | 2007年12月 | 199人 |      | 28節                  | Hull No.148 |
| 瑞星 Rui Xing  |      | 2009年     | 199人 |      | 28節                  | 不明        |

### Seacat 33m
Seacat 33m，款式為雙體船，33米長，總重438噸，定員199人，裝有兩具各1080千瓦功率的 MTU製12V 2000 M72型柴油機驅動噴水推進器提供動力，航速28節。此款船隻共有兩艘，與合作伙伴-迅隆船務採用的迅隆3及迅隆4屬同款，但主機功率略為提升。
廣東宏深船舶工程有限公司（香港宏德機器鐵工廠子公司）製造的Seacat雙體船：
| 船名                | 圖片 | 建造年份 | 定員  | 備註 | 航速 （準確至個位數） | 船身號碼 |
| 鵬星11 Peng Xing 11 |      | 2011年   | 199人 |      | 28節                  | 不明     |
| 鵬星12 Peng Xing 12 |      | 2011年   | 199人 |      | 28節                  | 不明     |

### CC200
CC200，款式為雙體船，34米長，定員199人，裝有兩具各1080千瓦功率的 MTU製12V 2000 M72型柴油機驅動螺旋槳提供動力，航速32節。此款船隻共有四艘。
澳洲CoCo Yatch公司授權英輝南方造船（廣州番禺）有限公司（香港英輝造船子公司）製造的CC200雙體船：
| 船名                | 圖片 | 建造年份 | 定員  | 備註     | 航速 （準確至個位數） | 船身號碼 |
| 鵬星15 Peng Xing 15 |      | 2014年   | 199人 |          | 32節                  | 不明     |
| 鵬星16 Peng Xing 16 |      | 2013年   | 199人 |          | 32節                  | 不明     |
| 鵬星18 Peng Xing 18 |      | 2014年   | 199人 |          | 32節                  | 不明     |
| 鵬星19 Peng Xing 19 |      | 2014年   | 199人 | 图左船只 | 32節                  | 不明     |

### CC199
CC199，款式為雙體船，40米長，定員199人，裝有兩具各1080千瓦功率的 MTU製12V 2000 M72型柴油機驅動噴水推進器提供動力，航速32節。此款船隻共有四艘。
澳洲CoCo Yatch公司授權英輝南方造船（廣州番禺）有限公司（香港英輝造船子公司）製造的CC199雙體船：
| 船名                | 圖片 | 建造年份 | 定員  | 備註 | 航速 （準確至個位數） | 船身號碼 |
| 鵬星20 Peng Xing 20 |      | 2014年   | 199人 |      | 32節                  | 不明     |
| 鵬星21 Peng Xing 21 |      | 2015年   | 199人 |      | 32節                  | 不明     |

### CC300
CC300，款式為雙體船，34米長，定員300人，裝有兩具各1440千瓦功率的MTU製12V 2000 M72型柴油機驅動噴水推進器提供動力，航速34節。此款船隻僅有一艘，規格與合作伙伴-迅隆船務的迅隆7及迅隆8相同。
澳洲CoCo Yatch公司授權英輝南方造船 (廣州番禺) 有限公司（香港英輝造船子公司）製造的CC300雙體船：
| 船名              | 圖片 | 建造年份 | 定員  | 備註                                       | 航速 （準確至個位數） | 船身號碼 |
| 鵬星1 Peng Xing 1 |      | 2016年   | 300人 | 圖右為鵬星1 船身有深圳市足球俱樂部廣告塗裝 | 34節                  | 不明     |